# Betsy Jones-Moreland
 (décembre 2024).
Si vous disposez d'ouvrages ou d'articles de référence ou si vous connaissez des sites web de qualité traitant du thème abordé ici, merci de compléter l'article en donnant les références utiles à sa vérifiabilité et en les liant à la section « Notes et références ».
Betsy Jones-Moreland (née le 1er avril 1930 et morte le 1er mai 2006  à El Monte) est une actrice américaine.

## Filmographie partielle
- 1956 : Tu seras un homme, mon fils (The Eddy Duchin Story) de George Sidney
- 1957 : The Saga of the Viking Women and Their Voyage to the Waters of the Great Sea Serpent de Roger Corman
- 1957 : Le Bal des cinglés (Operation Mad Ball) de Richard Quine
- 1958 : Le Ballet du désir (Screaming Mimi) de Gerd Oswald
- 1959 : La Chevauchée des bannis (Day of the Outlaw) d'André de Toth
- 1960 : La Dernière Femme sur Terre  (Last Woman on Earth) de Roger Corman
- 1961 : La Créature de la mer hantée (Creature from the Haunted Sea) de Roger Corman
- 1967 : L'Affaire Al Capone (The St. Valentine's Day Massacre) de Roger Corman
- 1975 : L'Odyssée du Hindenburg (The Hindenburg) de Robert Wise
- 1976 : Le Dernier Nabab (The Last Tycoon) d'Elia Kazan
- 1976 : Gable et Lombard de Sidney J. Furie